# Stadio Sant'Elia
Stadio Sant'Elia je nogometni stadion v italijanskem mestu Cagliari. Na stadionu domače tekme igra nogometni klub Cagliari Calcio, ki trenutno nastopa v Serie A. Stadion je bil zgrajen leta 1970 in trenutno sprejme 39.905 gledalcev.